# A.S. Ilienne Amateur
AS Ilienne Amateur là một câu lạc bộ bóng đá Saint Pierre và Miquelon hiện đang thi đấu tại giải Ligue SPM. Câu lạc bộ chơi lấy Sân vận động John Girardin làm sân nhà của mình. Với 28 danh hiệu vô địch quốc gia và 25 danh hiệu Coupe de l'Archipel (bao gồm ít nhất 22 lần đoạt cú đúp), câu lạc bộ là thành công nhất trong lịch sử lãnh thổ.

## Lịch sử
Câu lạc bộ được thành lập vào năm 1953. Đội được thành lập chủ yếu bởi Louis Quedinet, người trở thành chủ tịch của câu lạc bộ trong ba mươi năm và của Liên đoàn bóng đá Đảo Saint-Pierre và Miquelon trong mười tám năm. Vì những nỗ lực của mình, ông được giới thiệu vào Đại sảnh vinh danh bóng đá Newfoundland và Labrador năm 2013.
Năm 1979, đội đã vô địch Challenge Cup tại Newfoundland, Canada và giành quyền đại diện cho tỉnh tại Challenge Trophy ở cấp quốc gia sau khi giành chiến thắng trước một đội đến từ Saint Pierre khác. Tuy nhiên, hiệp hội Newfoundland đã hủy bỏ kết quả, do không muốn có một đội từ Pháp (do đảo Saint-Pierre và Miquelon được xem là lãnh thổ Pháp). Các đội từ Saint Pierre và Miquelon do đó đã không được mời tham gia các giải đấu sau đó.
Ở mùa giải 2019-2020, AS Ilienne Amateur đã trở thành đội thứ hai từ Saint Pierre và Miquelon thi đấu ở Coupe de France ở Pháp Lục địa sau khi các đội từ đảo tham gia giải đấu lần đầu tiên vào năm 2018. Trước trận đấu ở vòng thứ ba với câu lạc bộ FC Lyon, ASIA đã đi thăm sân vận động Groupama, sân nhà của đội Ligue 1 Olympique Lyonnais. Trận đấu kết thúc với thất bại 1-5, kết thúc chuyến phiêu lưu của đội tại giải.

## Sân vận động
Đội chơi Sân vận động John Girardin 1.400 chỗ.

## Danh hiệu
- Trophées Nickelson: 1960
- Trophée Crease: 1963
- Newfoundland Challenge Cup: 1979
- Newfoundland Minister's Cup: 1984
- Coupe du Territoire: 16

1964, 1965, 1966, 1967, 1968, 1969, 1970, 1971, 1972, 1973, 1974, 1975, 1978, 1984, 1989, 1994, 1998, 1998
- Coupe de l'Archipel: 25

1976, 1977, 1978, 1979, 1980, 1981, 1982, 1983, 1985, 1986, 1987, 1988, 1991, 1992, 1995, 1996, 2002, 2003, 2006, 2010, 2011, 2012, 2014, 2017, 2018
- Giải vô địch St. Pierre và Miquelon: 28

1976, 1977, 1978, 1979, 1980, 1981, 1982, 1983, 1984, 1985, 1986, 1987, 1989, 1990, 1991, 1996, 2002, 2003, 2004, 2006, 2009, 2010, 2011, 2012, 2013, 2014, 2017, 2018

## Liên kết ngoại
- Hồ sơ FFF